# قواعد بانكوك
قواعد بانكوك، أو ما تُعرف رسميًا بـ«قواعد الأمم المتحدة لمعاملة السَجينات والتدابير غير الاحتجازية للمُجرمات»، هي مجموعة من 70 قاعدة تُركز على معاملة المجرمات والسجينات، والصادرة عن الجمعية العامة للأمم المتحدة في 22 ديسمبر 2010. تعتبر قواعد بانكوك أو «القواعد الـ70» كما تعرف في أغلب الأحيان، المجموعة الأولى من القواعد المُصممة لمعالجة السجينات وهي تكمل المعايير الدولية القائمة بشأن معاملة السجناء، ولاسيما القواعد النموذجية الدنيا لمعاملة السجناء، والتي تنطبق على جميع السجناء بغض النظر عن الجنس.

## المقدمة
في عام 2009، قدمت الحكومة التايلندية المدعومة من قبل الأميرة باجراكيتيابا، المدافعة عن إصلاح السجون النسائية، قرارًا إلى لجنة منع الجريمة والعدالة الجنائية -وهي هيئة فرعية تابعة للمجلس الاقتصادي والاجتماعي للأمم المتحدة- يعرض بالتفصيل مدى تعرض النساء السجينات لنظام بُني أساسا للرجال. أطلق هذا القرار سلسلة من الاجتماعات التي توجت باعتماد الجمعية العامة للأمم المتحدة لعام 2010 للمجموعة الأولى من القواعد التي تركز على السجينات: قواعد معاملة السجينات والتدابير غير الاحتجازية للمجرمات، أو قواعد بانكوك.
في 22 ديسمبر 2010، أصدرت الجمعية العامة للأمم المتحدة قرارًا باعتماد قواعد بانكوك، والتي شجعت الدول الأعضاء «على اعتماد تشريعات لإنشاء بدائل للسجن وإعطاء الأولوية لتمويل مثل هذه الأنظمة، وكذلك لتطوير الآليات اللازمة لتنفيذها».
من الناحية التاريخية، تم تصميم السجون وأنظمتها على الدوام تقريبًا من أجل أغلبية السجناء من الذكور،  بدءًا من بنية السجون وحتى الإجراءات الأمنية وحتى الرعاية الصحية والاتصال العائلي والعمل والتدريب. تقدم قواعد بانكوك إرشادات إلى صانعي السياسات والمُشرعين وسلطات إصدار الأحكام وموظفي السجون لتقليل سجن النساء، وتلبية الاحتياجات المحددة للنساء في حالة السجن. تغطي القواعد مجموعة متنوعة من القضايا، كإجراءات القبول والرعاية الصحية والمعاملة الإنسانية وإجراءات البحث والأطفال الذين يصطحبون أمهاتهم إلى السجن.

## تزايد عدد السجناء من الإناث
تشير التقديرات إلى أن النساء يمثلن ما بين 2 إلى 10 في المائة من سجناء السجون المحلية، وأنهن الأسرع نموًا في ديمغرافية السجناء؛ ففي الولايات المتحدة، على سبيل المثال، نما عدد النساء السجينات بمعدل ضعف معدل الرجال، حيث تضاعف بمعدل سبعة في المائة تقريباً في العقود الثلاثة الماضية. البيانات الصينية ليست دقيقة ولكن بين عامي 1997 و 2002، زاد عدد النساء في السجون الصينية بمعدل سنوي متوسط قدره 13 في المئة.

## ضحايا الاعتداء المنزلي وبدائل السجن
في أغلب الظن وبشكل غير متناسب تكون المجرمات ضحايا للاعتداء المنزلي أو الجنسي. ويكونون أكثر عرضة لخطر الإيذاء الجسدي والعنف والإهانة طوال عملية العدالة الجنائية من الشرطة وضباط السجون وزملائهم السجناء. الحضانة تعني بالنسبة للعديد من النساء، سوء المعاملة والتهديد بالاغتصاب واللمس و «اختبار البكارة» أو تجريدهن من ملابسهن أو تفتيش اجسامهن أو التعرض للشتائم والإهانات ذات الطبيعة الجنسية أو حتى الاغتصاب. هناك أيضًا حالات للسجينات اللائي يُجبرن على ممارسة الجنس لمصلحة أو معاملة تفضيلية. لقد ثبت أن بدائل السجن -مثل خدمة المجتمع- أكثر فاعلية في الحد من العودة إلى الجريمة وتعزيز إعادة التأهيل الدائم؛ ومع ذلك، في العديد من البلدان، تفشل بدائل السجن في مراعاة المتطلبات المحددة للمجرمات، فغالبًا ما يتم تجاهل مسؤولياتهم في الرعاية وتاريخهم السابق من العنف المنزلي، وكذلك الاختلافات بين الجنسين في إدمان المخدرات وبالتالي طرق العلاج منها.